# Teck Mária brit királyné
Mária brit királyné, született Mária tecki hercegnő (németül: Prinzessin Maria von Teck, angolul: Mary of Teck, Queen Consort of the United Kingdom; teljes nevén Victoria Mary Augusta Louise Olga Pauline Claudine Agnes; London, 1867. május 26. – London, 1953. március 24.) házassága révén az Egyesült Királyság királynéja és India császárnéja. Apai nagyanyja, Rhédey Klaudia magyar grófnő révén az erdélyi fejedelmi ház, a Rhédey család leszármazottja, míg anyja révén III. György brit király dédunokája.

## Származása és ifjúkora
Mária hercegnő – családi becenevén May – 1867-ben született a londoni Kensington-palotában Ferenc tecki herceg és Mária Adelaida cambridge-i hercegnő első és egyetlen leányaként. Édesapja Sándor württembergi herceg és gróf kisrédei Rhédey Klaudia morganatikus, azaz rangon aluli házasságából született, s eredetileg nem is viselt hercegi rangot.
Mária hercegnőt július 27-én keresztelte meg a Kensington-palota magánkápolnájában maga a canterburyi érsek, Charles Thomas Longley. Keresztszülei Viktória brit királynő, Eduárd walesi herceg (a későbbi VII. Eduárd) és Auguszta hessen–kasseli hercegnő lettek.

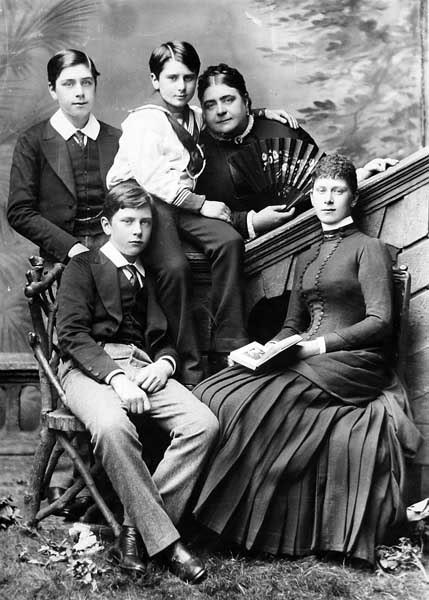
Mária hercegnő édesanyjával és testvéreivel

Mária hercegnő kisgyermekként testvéreivel és a walesi herceg gyermekeivel játszott együtt. Később mindhárom öccsét bentlakásos iskolába küldték tanulni, míg a hercegnő anyai és nevelőnői oktatásban részesült. Mária Adelaida hercegnő a kor felfogásához és rangjához képest szokatlanul sok időt töltött el gyermekei társaságában, megismertetve leányával a különböző jótékonysági tevékenységeket. 1883-ban a család elköltözött Angliából, és jóformán egész Európát körbeutazták.
1885-ben a família visszatért Londonba, és a Richmond-parkban alakították ki állandó otthonukat. A tizennyolc éves Mária hercegnő ekkor már elég idős volt ahhoz, hogy részt vegyen a társasági életben. Számos bál, parti és egyéb összejövetel szervezésében részt vett édesanyja oldalán, akihez élete végéig nagyon közel állt. Másik példaképe anyai nagynénje, Auguszta mecklenburg–schwerini hercegné volt, akivel még az első világháború alatt is fenntartotta a kapcsolatot levelezés útján, pedig országaik ellentétes oldalon harcoltak.

## Házassága
1891. december 3-án, az angliai dán nagykövet vidéki kastélyában, Luton Hoo-ban Máriát eljegyezte Albert Viktor, Clarence és Avondale hercege, Eduárd brit trónörökös (a későbbi VII. Eduárd király) legidősebb fia. Az eljegyzést maga a királynő javasolta, aki alkalmasnak tartotta Mária hercegnőt arra, hogy egy nap királyné váljék belőle. Albert Viktor herceg azonban hat héttel az eljegyzés kihirdetését követően áldozatul esett az egész világon pusztító influenza-járványnak, amely 1891–92 telén a brit szigeteken tombolt.
Vőlegénye elhunyta után Viktória királynő Albert Viktor öccsét, György yorki herceget szánta a hercegnőnek. György, aki fivére halála után a trónöröklési sorrend második helyére került, tovább viselte a "York hercege" címet. A herceg májusban megkérte Mária kezét, aki igent mondott. A menyegzőt 1893. július 6-án tartották a londoni Szent Jakab-palota királyi kápolnájában. A házaspárnak hat gyermeke született:

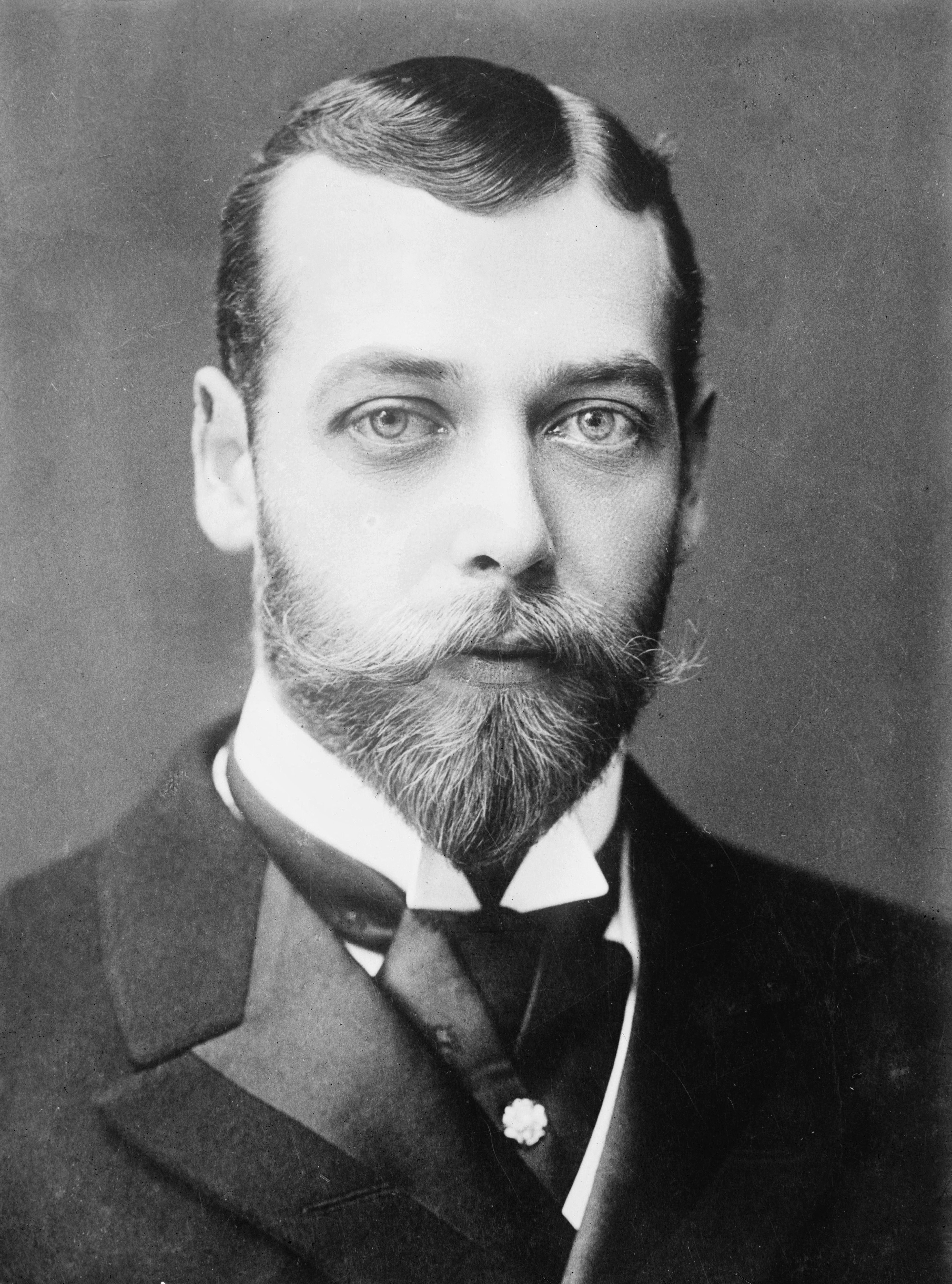
A fiatal György yorki herceg (1893)

- Eduárd herceg (1894. június 23. – 1972. május 28.), VIII. Eduárd néven brit király, felesége Wallis Simpson
- Albert herceg (1895. december 14. – 1952. február 6.), VI. György néven brit király, felesége Bowes-Lyon Erzsébet
- Mária hercegnő (1897. április 25. – 1965. március 28.), házassága révén Harewood grófnéja
- Henrik herceg (1900. március 31. – 1974. június 10.), Gloucester hercege, felesége Lady Alice Montagu Douglas Scott
- György herceg (1902. december 20. – 1942. augusztus 25.), Kent hercege, felesége Marina görög hercegnő
- János herceg (1905. július 12. – 1919. január 18.).

Mária és György boldog, harmonikus kapcsolatban éltek. Bár nem szerelmi házasságról volt szó, az eljegyzést követően rövid idő alatt egymásba szerettek. Pozíciójából adódó távollétei alatt György herceg naponta írt feleségének, és – édesapjával ellentétben – soha nem tartott szeretőt. Férje családjával többnyire jó viszonyt ápolt, bár királynévá koronázása után enyhébb súrlódások keletkeztek Mária és anyósa, Alexandra anyakirályné között.

## A yorki és walesi hercegnéként
Esküvőjük után a yorki hercegi pár a norfolkban található Sandringham birtokon fekvő York Házban alakította ki első otthonukat, de ha Londonban időztek, a Szent Jakab-palotában levő lakosztályukban szálltak meg. A York Ház a királyi család tagjai számára fenntartott egyszerű épület volt, de György, aki szerette a meglehetősen egyszerű vidéki életet, nagyon kedvelte. Sandringhamben lakott még Mária anyósa és apósa, Eduárd walesi herceg és Alexandra dán királyi hercegnő is.
Mária hercegné ragaszkodott a gyermekeihez, ám ennek ellenére néha távolságtartóan viselkedett velük szemben. A hercegné maga oktatta őket történelemre és zenére. Boldog felcseperedést biztosított gyermekei számára, bár idősebb fiai első nevelőjét el kellett bocsátania, mivel az túlzott szigorral bánt a fiúkkal. A második nevelőnő, Mrs. Bill különleges helyet foglalt el a gyermekek szívében – főleg János hercegében, aki Mrs. Bill gondjaira bízva élt egy eldugott birtokon a családi otthon közelében. János herceg ugyanis epilepsziában szenvedett, s betegségét így próbálták meg elrejteni a külvilág elől.

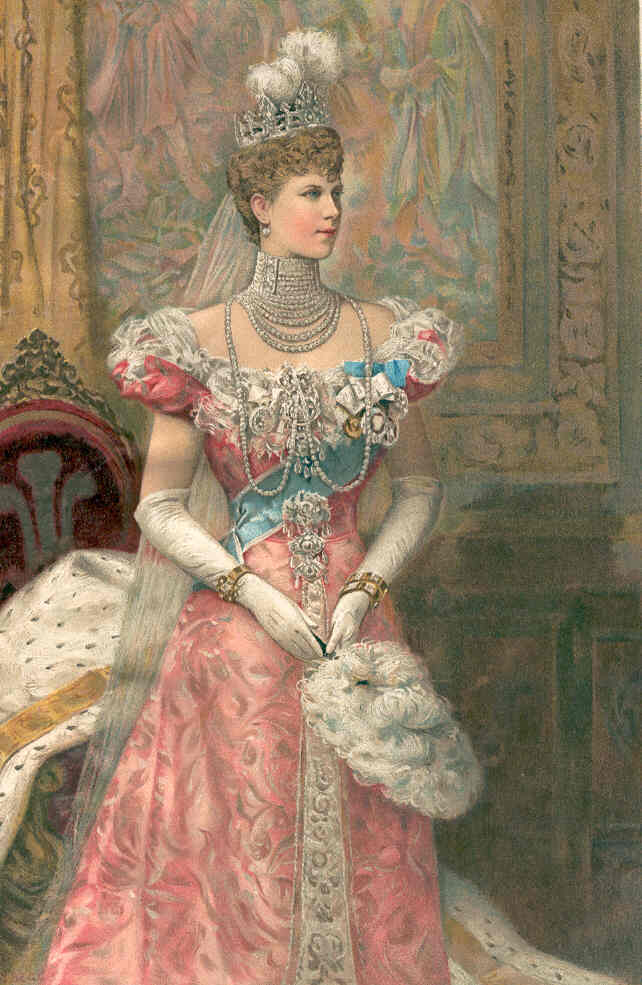
Mária walesi hercegnéként (1902)

Mint York hercegnéjének, Máriának aktívan részt kellett vennie a közéletben. 1897-ben, elhunyt édesanyja tisztjét átvéve ő lett a London Kézimunkaegylet (angolul: The London Needlework Guild) fő patrónája. A jótékonysági szervezetet később az ő tiszteletére átkereszteltek a Mária királyné Kézimunkaegylete (angolul: Queen Mary's Needlework Guild) névre. 1901. január 22-én meghalt Viktória királynő. Az új uralkodó Mária hercegné apósa, VII. Eduárd lett. Még ezen a napon György és Mária a yorki hercegi cím mellé megkapta Cornwall hercegségét is, melyet közel egy évig használtak. Rövid időn belül a hercegi pár körbeutazta a Brit Birodalmat: ellátogattak többek között Gibraltárra, Máltára, Egyiptomba, Srí Lankára, Szingapúrba, Ausztráliába, Új-Zélandra, Dél-Afrikába és Kanadába. 1901 májusában VII. Eduárdot képviselve György és Mária nyitotta meg az ausztrál parlament első ülését Melbourne-ben. A hosszú körút alatt gyermekeiknek királyi nagyszüleik viselték gondjukat.
1901. november 9-én, kilenc nappal Angliába való visszatértük után és VII. Eduárd hatvanadik születésnapján György herceg megkapta a „Wales és Rothesay hercege” címet, így hivatalosan is ő lett a Brit Birodalom trónörököse. A család felköltözött a fővárosba, a Marlborough-házba. Trónörökösnéként Mária 1904-ben elkísérte férjét a Württembergbe és annak az Osztrák–Magyar Monarchiába tett látogatása során. A következő évben a hercegné életet adott utolsó gyermekének, János hercegnek. A nehéz szülés után Mária hercegné viszonylag hamar felépült, ám fia maradandó károsodásokat szenvedett, így például légzési problémákkal küszködött, és évek múltán kiderült róla, hogy epilepsziás.
1905 októberében a trónörököspár megint egy nyolc hónapos utazásra indult, ezúttal Indiába. Hazaútjuk során érintették Egyiptomot és Görögországot, majd nem sokkal hazatérésüket követően részt vettek XIII. Alfonz spanyol király és Viktória Eugénia battenbergi hercegnő esküvőjén, egy héttel később pedig VII. Haakon norvég király és György nővére, Matild brit királyi hercegnő menyegzőjén vendégeskedtek.

## Brit királynéként és anyakirálynéként
1910. május 6-án elhunyt VII. Eduárd király. György herceg V. György néven követte apját a trónon, míg Máriából Nagy-Britannia királynéja és India császárnéja lett. Teck hercegnőjeként, illetve York, Cornwall, Wales és Rothesay hercegnéjeként Mária hivatalosan első két keresztnevét, a Viktória Máriát viselte, majd György trónra lépése után csak a Máriát használta, hogy ne lehessen összetéveszteni férje nagyanyjával, a néhai Viktória királynővel. A királyi párt 1911. június 22-én koronázták meg a Westminster-apátságban, és még abban az évben Indiába utaztak, ahol december 12-én India császárává és császárnéjává koronázták őket. Közel két hónapos szubkontinensi útjukról a következő év februárjában tértek haza. A Pakisztánban fekvő lahori Mária Királyné Egyetemet (angolul: Queen Mary College) és az Újdelhiben található Mária Királyné Iskoláját (angolul: Queen Mary's School) is a császári pár látogatását követően alapították.
Uralkodása elején Mária többször is összetűzésbe került anyósával, Alexandra anyakirálynéval, habár jó viszonyt ápoltak egymással. Alexandra gyakran túlságosan akaratos volt, így VII. Eduárd temetésén magának követelte az elsőbbségi jogot menyével szemben, valamint csak nehézségek árán hagyta el a Buckingham-palotát, és több olyan királyi ékszert is megtartott, amit át kellett volna adnia az új királynénak.

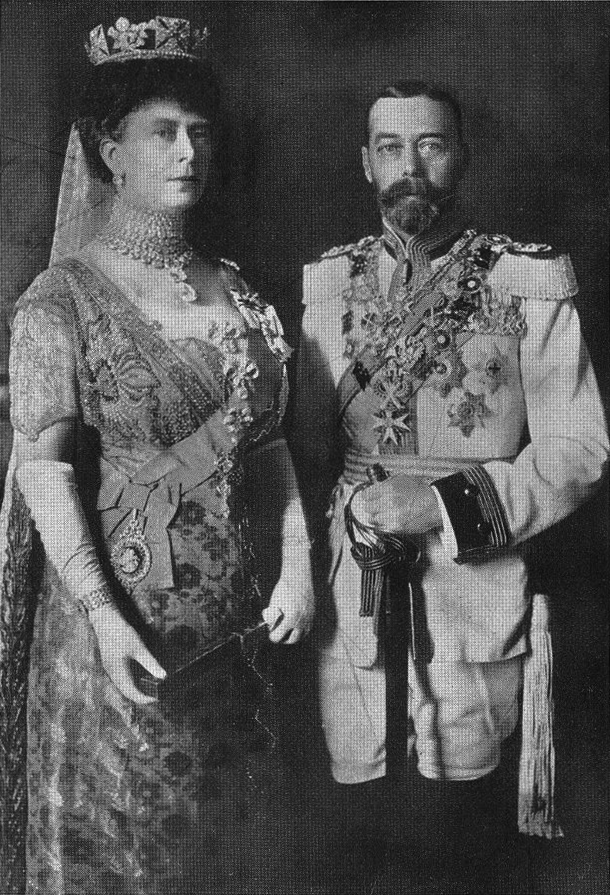
Mária királyné és V. György király nem sokkal a világháború kitörése előtt, 1914-ben

1914-ben, az első világháború kitörése után Mária királyné csökkentette a királyi család kiadásait, ételt osztott és sebesült katonákat látogatott a kórházakban, akiknek az állapota mélyen megrendítette. 1917-ben az Egyesült Királysággal szövetséges Oroszországban megdöntötték a cári rendszert és a Romanov-ház uralmát, melyben nagy szerepet játszott az oroszok heves németellenessége és a cárné német származása. V. György ekkor – mivel a királyi család a német eredetre utaló Szász–Coburg–Gothai-ház elnevezést használta – a királyi ház nevét megváltoztatta az angolos hangzású Windsor-házra. Ezzel együtt több német származású, de brit területen élő nemesi család angolosította a nevét, és így lettek például a Battenbergekből Mountbattenek. Mária királyné családneve, a von Teck is megváltozott, összes rokona felvette az of Cambridge elnevezést, mely eredetileg a királyné édesanyjának vezetékneve volt. A háború 1918-ban, Németország legyőzésével illetve a császár lemondásával és annak száműzetésbe vonulásával fejeződött be.
1919. január 18-án, tizenhárom évesen elhunyt a család legfiatalabb gyermeke, János herceg. A királyné így emlékezett meg erről naplójában, amit több levelével együtt halála után adtak közre: „a mi szegény, kedves, kicsi Jánosunk hirtelen elment… Az első törést a családi körben nehéz elviselni, de az emberek nagyon kedvesek, együttérzőek, és ez sokat segít nekünk [a királynak és nekem].”
A királyné szenvedélyesen gyűjtötte az ékszereket és a műkincseket. Több trónfosztott uralkodócsalád ékszereit is megvásárolta – így például az orosz cári család ékszereinek jó része is az ő birtokába került. Rengeteg festményt vásárolt, 1924-ben pedig elkészítették számára a híres Mária királyné babaházát (angolul: Queen Mary's Dolls' House), melyet később kiállítási tárgyként a nagyközönség is megtekinthetett.
Mária királyné mindig odaadóan támogatta férjét. V. György rendszeresen kikérte véleményét és tanácsait, melyekre a világháború utáni zavaros időkben nagy szüksége volt. Az 1920-as évek végére a király már igen súlyos beteg volt, melyet elsősorban erős dohányzásának tudtak be. Felesége mindvégig mellette állt és ápolta. 1935-ben a házaspár még megünnepelte trónra lépésük huszonötödik évfordulóját, azaz uralkodásuk ezüst jubileumát. Egy évvel később, 1936. január 20-án elhunyt V. György király. Az új uralkodó Mária és György legidősebb fia, VIII. Eduárd lett. Mária anyakirályné lett, ám ezt a címet soha nem használta.
Még abban az évben az új király körül botrány tört ki, mivel VIII. Eduárd feleségül akarta venni többszörösen elvált amerikai szeretőjét, Wallis Simpsont. A király szándéka ellenkezett az anglikán egyház tanításaival, ráadásul Mrs. Simpson nem származott királyi vérből. Miután VIII. Eduárd hosszasan tanácskozott minisztereivel, és világossá vált számára, hogy királyként nem veheti el Mrs. Simpsont, december 11-én lemondott a trónról. Anya és fia között megromlott a kapcsolat, ugyanis Mária anyakirályné nem tudta elfogadni fia döntését, és Wallis Simpsonnal sem volt hajlandó személyesen találkozni. Az Egyesült Királyság megüresedett trónját V. György és Mária második fia, Albert György yorki herceg foglalta el. Az anyakirályné kötelességének tartotta támogatni második fiát, még koronázásán is részt vett, és így ő lett az első anyakirályné, aki ezt megtette.

| „                   | A politika felett… nagyszerű, humoros, világi, valójában csaknem magasztos, noha hideg és kemény. De micsoda előkelő királyné. | ” |
| – Sir Henry Channon | |   |

Az anyakirályné aktívan részt vett unokái, Erzsébet hercegnő és Margit hercegnő nevelésében. A második világháború alatt fia kérésére elköltözött Londonból a Badminton-házba, ahol unokahúgával, Mária beauforti hercegnével lakott. A háború ellenére hatalmas háztartást vezetett, ám emellett rendszeres látogatója volt a frontra vonuló csapatoknak és különböző gyáraknak. 1942-ben egy repülőszerencsétlenség során meghalt negyedik fia, György kenti herceg. 1945-ben, a világháború végével a Marlborough-házban telepedett le.
1952-ben elhalálozott az anyakirályné második fia, VI. György király is. Mária legidősebb unokája, Erzsébet örökölte a trónt, II. Erzsébet néven. Tíz héttel II. Erzsébet koronázása előtt, 1953. március 24-én, nyolcvanöt éves korában, tüdőrák következtében elhunyt Mária anyakirályné. Testét a Westminster Hallban ravatalozták fel, majd férje mellé, a windsori Szent György-kápolnában temették el március 31-én.
Emlékét több hajó is őrzi, az HMS Queen Mary csatacirkáló, a híres RMS Queen Mary és az RMS Queen Mary 2), emellett a Londoni Mária Királyné Egyetem, a hongkongi Mária Királyné Kórház, Tristan da Cunha legmagasabb hegycsúcsa, a Mária királyné csúcsa és az antarktiszi Mária királyné part is az ő emlékére kapta nevét. Alakja számos filmben és színdarabban feltűnik. Kanadában Mária királyné portréja a Dominion of Canada 5, 500 és 1000 dolláros államjegyein, a Bank of Canada 2 és 25 dolláros bankjegyein és a Bank of British North America 10 dolláros bankjegyén szerepelt.

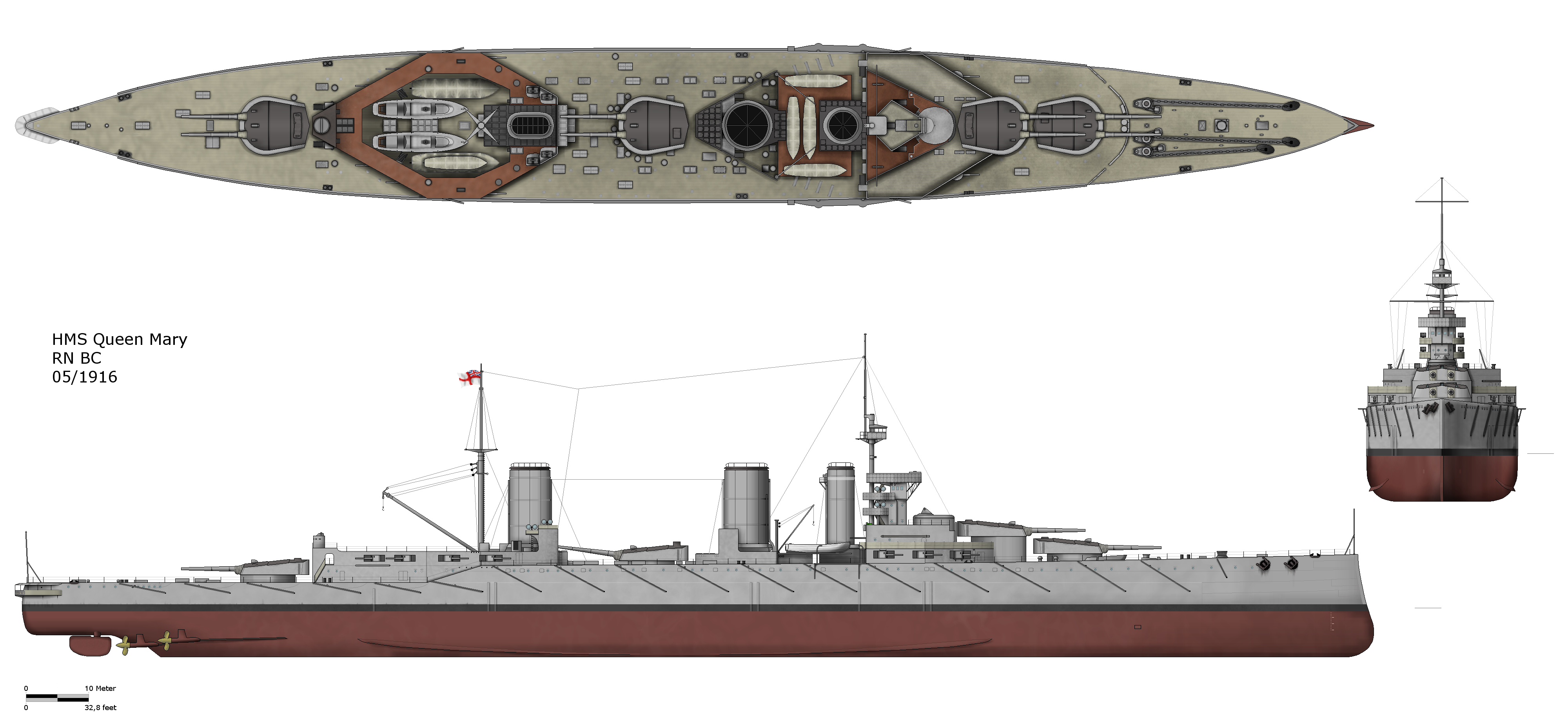
A Mária királyné tiszteletére elnevezett HMS Queen Mary csatacirkáló.
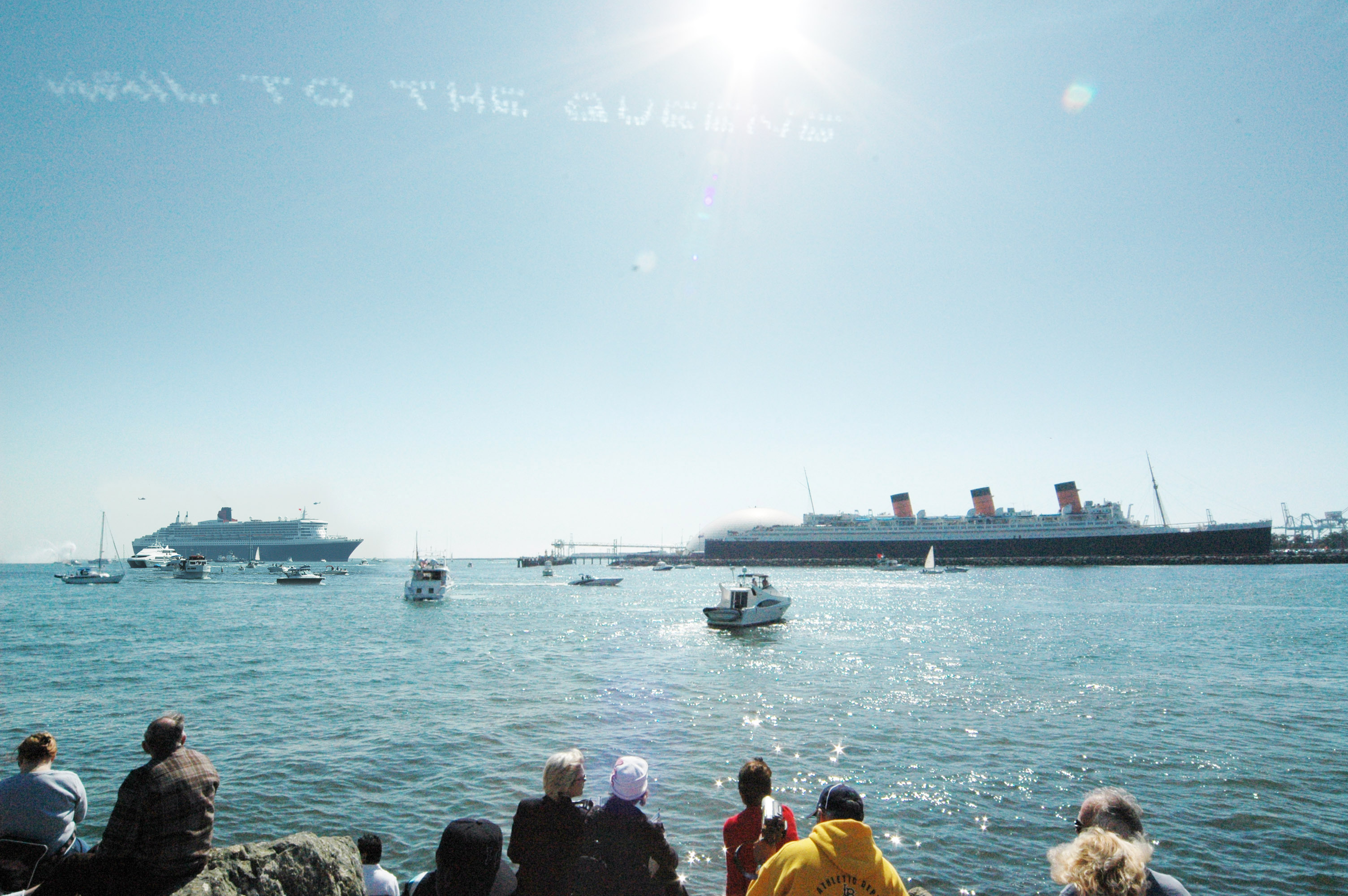
A Mária királyné tiszteletére elnevezett RMS Queen Mary (jobbra) és RMS Queen Mary 2 óceánjárók.
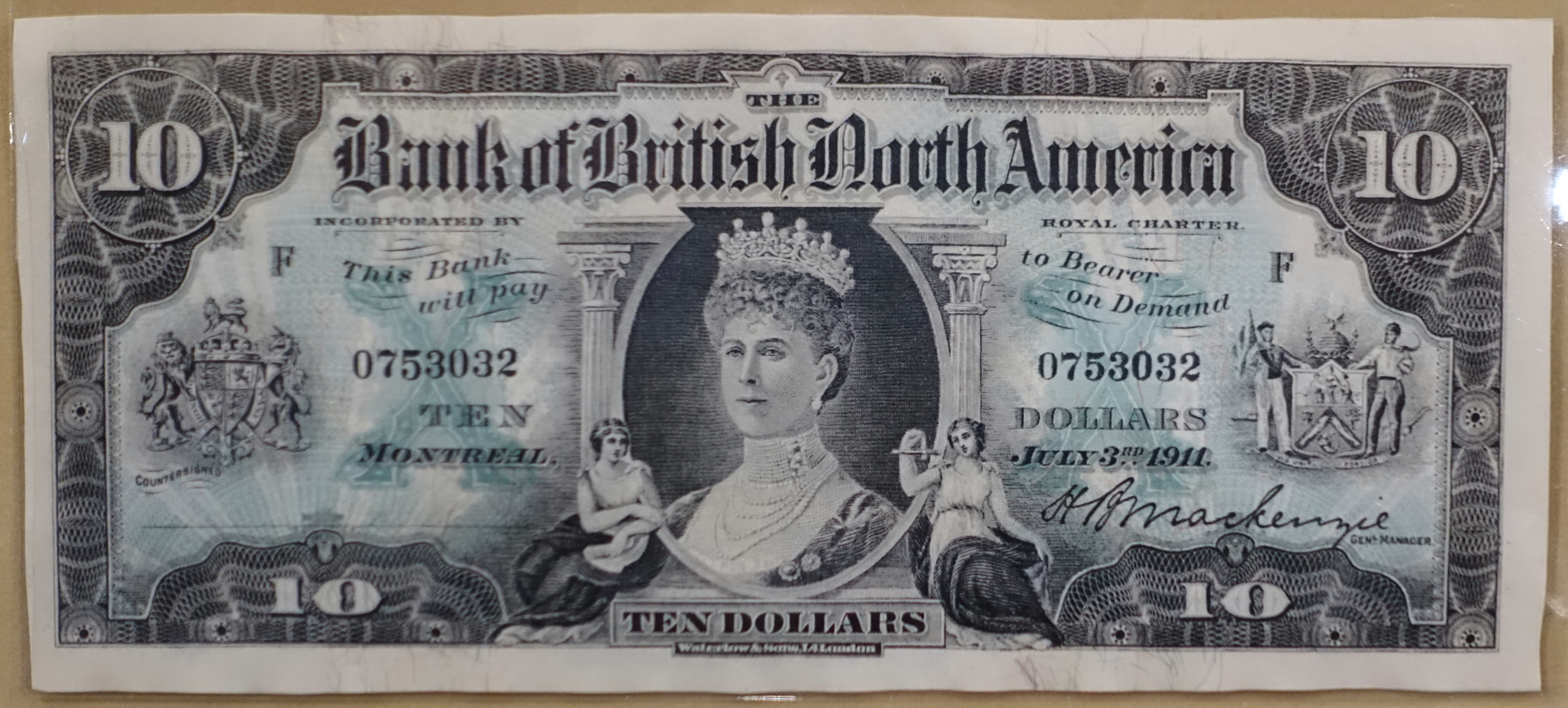
A Bank of British North America kanadai kereskedelmi bank 1911-es 10 dolláros bankjegye Mária brit királyné portréjával.
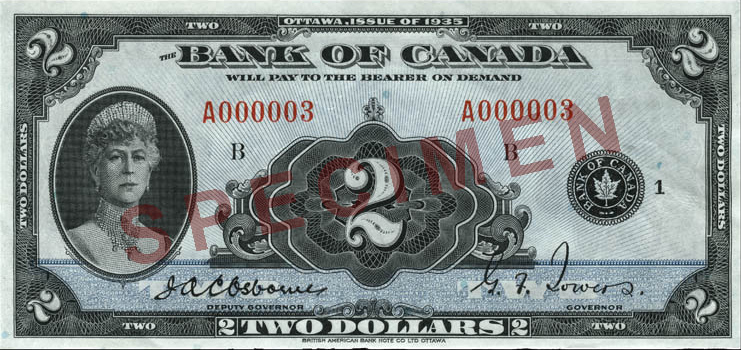
A Bank of Canada 1935-ös sorozatú 2 dolláros bankjegye Mária királyné portréjával.
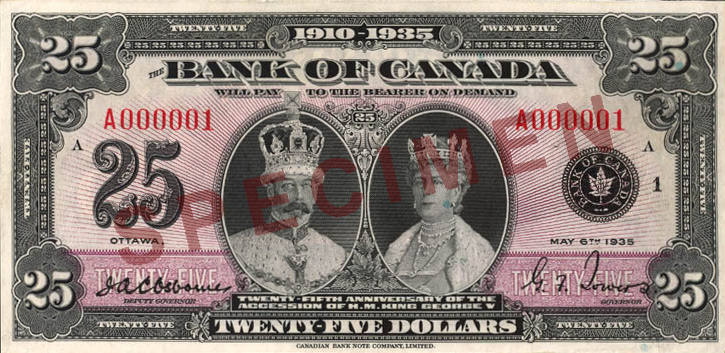
A Bank of Canada 1935-ös sorozatú 25 dolláros emlékbankjegye V. György és felesége, Mária királyné portréjával. A bankjegyet a király uralkodói ezüstjubileuma alkalmából bocsátották ki.